# Vajrapāṇi

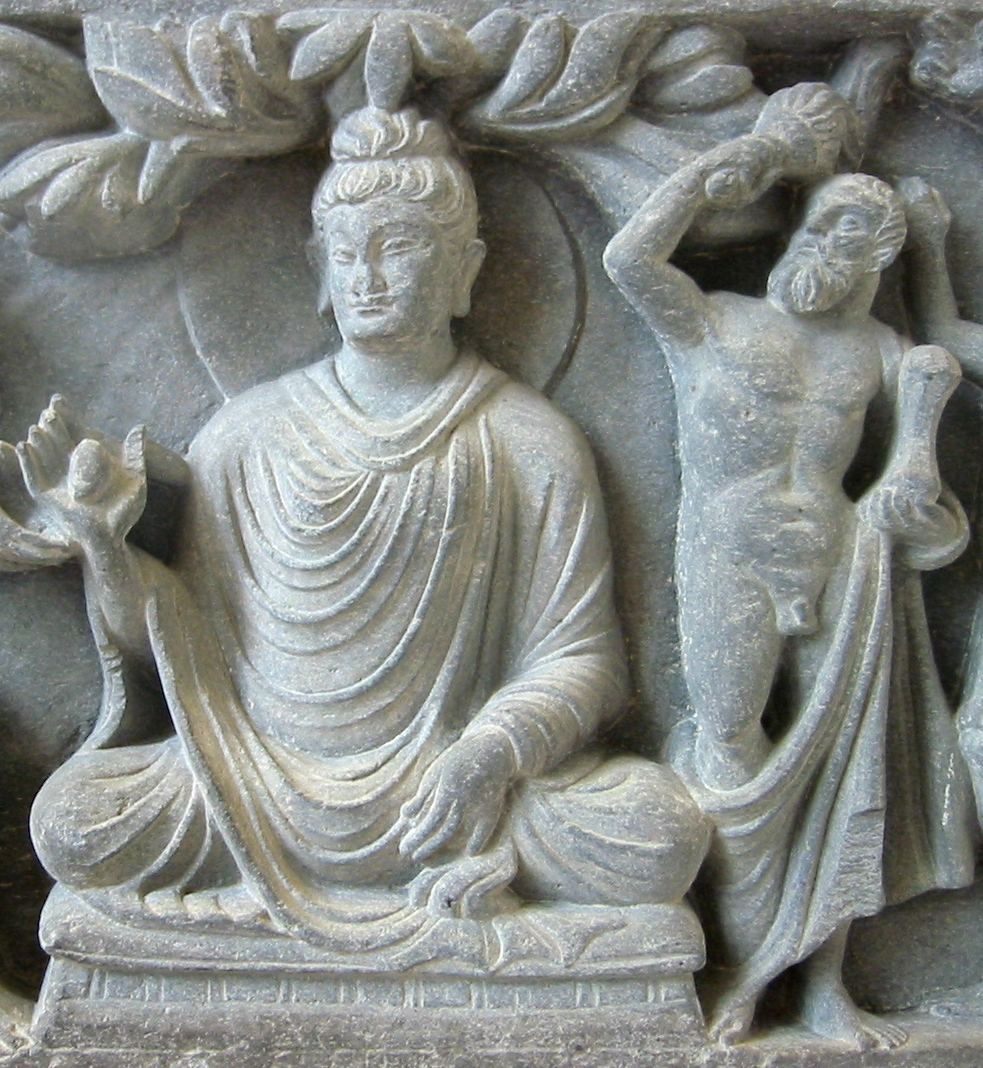
Rappresentazione erculea di Vajrapani (destra) come protettore di Buddha, II secolo, Gandhāra, British Museum.

Vajrapāṇi  — dal sanscrito, "con il vajra in mano" (cinese 金刚, Jin Gang; giapponese Shukongōshin (執金剛神?); lingua tibetana Phyag na rdo rje ཕྱག་ན་རྡོ་རྗེ) — è uno dei yaksa che sono adottati anche nel buddhismo Mahāyāna, protettore e guida del Buddha, oltre che simbolo della sua potenza. 
Vajrapani è rappresentato con grande frequenza nell'iconografia buddhista come una delle tre divinità protettrici del Buddha, ognuna delle quali simboleggia le sue virtù: Mañjuśrī (la saggezza), Avalokiteśvara (la compassione) e Vajrapani (la potenza).

## Culto
A livello popolare, Vajrapani, Colui che Regge lo Scettro del Fulmine (simbolo del potere del Dharma), è il Bodhisattva che rappresenta il potere di tutti i Buddha, proprio come Avalokitesvara rappresenta la loro grande compassione, Manjusri la loro immensa saggezza, e Tara le loro magnifiche azioni. Per gli yogi (praticanti dello yoga) Vajrapani è una divinità archetipo della forte determinazione e simboleggia l'instancabile sforzo per la conquista della negatività. 
La posizione in cui è più spesso rappresentato è quella di un guerriero (pratayalidha), basata su quella di un arciere ma simile alla posizione in guardia della scherma occidentale. La sua mano destra protesa verso l'esterno regge un vajra mentre nella sinistra tiene un cappio, con cui lega i demoni. Indossa una corona di teschi, la sua espressione è adirata e ha un terzo occhio; attorno al collo ha una collana di serpente e la sua veste è fatta di pelliccia di tigre, con la testa che cade sul suo ginocchio destro. 
Vajrapani è considerato il salvatore dei serpenti (nāga), e poiché si crede che i naga abbiano il potere di controllare le nuvole portatrici di pioggia, Vajrapani come loro protettore è considerato dio della pioggia, e a lui i buddhisti pregano quando la pioggia scarseggia o è troppo abbondante; per questo suo attributo il suo culto si è fuso con quello di Indra, divinità indù della pioggia.

## Iconografia
Le prime rappresentazioni di Vajrapani in India lo associavano al dio indù Indra.

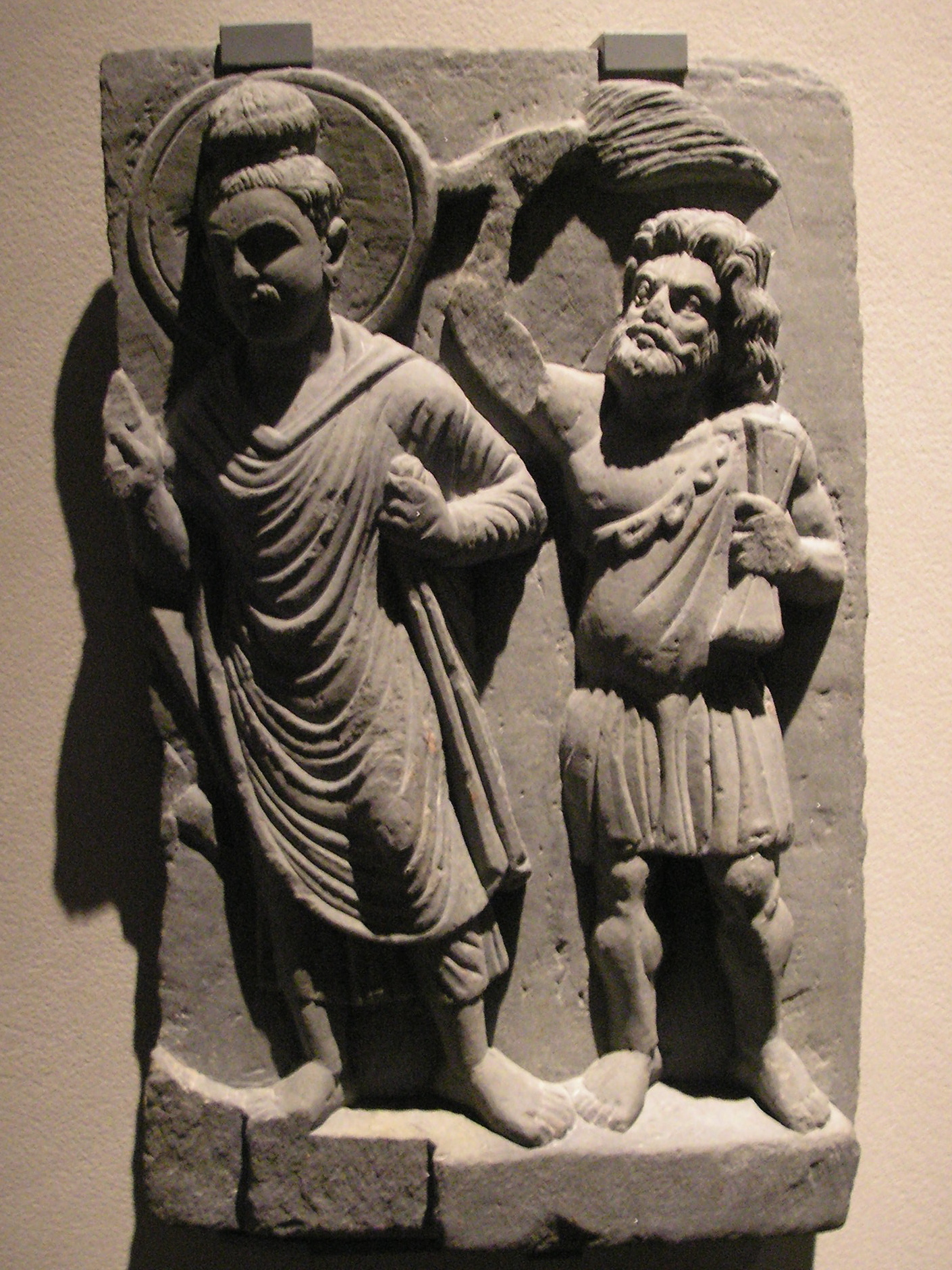
Buddha e Vajrapāni. Gandhāra, I-III sec. d.C., schisto, altezza 39 cm. Conservato al Museum für Indische Kunst, Berlin-Dahlem.

Mentre il Buddhismo si espandeva verso nord-ovest, in direzione dell'Asia centrale, ed entrava in contatto con le influenze artistiche ellenistiche (retaggio della presenza greca, successiva alla spedizione di Alessandro Magno nella regione), nasceva nel Gandhāra l'arte greco-buddhista e Vajrapani in alcuni casi veniva assimilato iconograficamente all'eroe greco Eracle. Tale assimilazione non è esclusiva e Vajrapani viene comunque raffigurato nell'arte del Gandhāra in diversi modi.
Il buddhismo Mahāyāna si diffuse poi in Cina, Corea e Giappone dal VI secolo.
In Giappone, Vajrapani è noto come Shukongōshin (執金剛神?, "il dio con lo scettro di diamante"), ed è stato l'indubbio ispiratore per i Niō (仁王?, "re benevoli"), i muscolosi e collerici dei guardiani del Buddha, le cui statue adornano oggi gli ingressi di molti templi buddisti.